# ママさんバレー
ママさんバレーとは、主に子供を持つ女性が趣味として行うバレーボールに関する活動をいう。9人制バレーであることが多い。

## 概要
『全国ママさんバレーボール大会』の参加資格は25歳以上（Vリーグ等の大会出場経験者は35歳以上）の女性となっており、必ずしも既婚や子持ちである必要はない。また、50歳以上限定の「いそじ大会」、60歳以上限定の「ことぶき大会」、70歳以上限定の「おふく大会」というカテゴリも存在する。ママさんバレーとほぼ同じ意味で家庭婦人バレーという言葉も用いられる。
ママさんバレーが普及したのは、1964年東京オリンピックでバレーボール全日本女子が活躍した頃で、PTAや公民館を通じ全国に普及した。また1970年代の高度経済成長による主婦層の余暇の増加により、レジャーに目を向けるきっかけを生んだこともママさんバレーが普及した要因である。

## 歴史
- 1964年 - 東京オリンピックの女子バレーチームの活躍を受けてママさんバレーが全国に急速に普及する。
- 1967年 - 全日本女子監督で、日本バレーボール協会副会長だった前田豊と実子で電通社員だった前田実の尽力により全国大会創設が決定[1]。
- 1970年 - 日本バレーボール協会、朝日新聞社共催による第1回全国ママさんバレーボール大会が開催される。
- 1980年 - 全国家庭婦人バレーボール連盟が設立
- 2006年 - 第1回LAWSON CUPが宮城県で開催された。